# European Crystallographic Association
De European Crystallographic Association (ECA) is een onafhankelijke wetenschappelijke organisatie die zowel nationale kristallografische verenigingen in Europa als individuele leden vertegenwoordigt. De ECA werd opgericht in 1997. In mei 2021 had de vereniging 35 nationale en enkele honderden individuele leden. ECA is een van de regionale afdelingen van de International Union of Crystallography. De andere onafhankelijke regionale filialen zijn de American Crystallographic Association, de Asian Crystallographic Association en de Latin American Crystallographic Association. De vereniging is naar Nederlands recht geregistreerd in Zeist.
De missie van de ECA is het bevorderen van de kristallografie in al haar aspecten, inclusief het verwante gebied van de niet-kristallijne vaste stof, alsmede het uitbreiden van de Europese samenwerking op het gebied van de kristallografie. Deze doelstellingen worden gerealiseerd door de ondersteuning van kristallografische conferenties, workshops en scholen zowel in Europa als in Afrika.

## Geschiedenis
ECA is opgericht tijdens de 17e European Crystallographic Meeting (ECM) in Lissabon in 1997 en is de opvolger van het European Crystallographic Committee (ECC), dat sinds 1972 bestond en eerdere ECM's organiseerde. De vroege geschiedenis van ECA tot ECM 25 in Istanbul is gepubliceerd door C. Lecomte. De meer recente geschiedenis is gerapporteerd tijdens ECM 28 in Warwick/Engeland in 2013.

## Organisatie
De bestuursorganen van ECA zijn de Raad en het Bestuur. De Raad bepaalt al het beleid van de ECA en elk nationaal lid wordt vertegenwoordigd door één Raadslid. De individuele leden kiezen één raadslid per 100 leden. Het Bestuur is verantwoordelijk voor de dagelijkse gang van zaken tussen de vergaderingen van de Raad in.
Speciale belangengroepen (SIG's) en algemene belangengroepen (GIG's) bieden een platform voor wetenschappers met vergelijkbare wetenschappelijke interesses. Zowel SIG's als GIG's dragen actief bij aan het wetenschappelijke programma van de European Crystallographic Meetings.

## Prijzen
ECA reikt de Max-Perutz-prijs uit voor bijzondere prestaties op elk gebied van de kristallografie. Samen met de European Neutron Scattering Association (ENSA) kent het de Erwin Félix Lewy Bertaut-prijs toe aan een jonge wetenschapper ter erkenning van opmerkelijke bijdragen aan het onderzoek van materie met behulp van kristallografische of neutronenverstrooiingsmethoden. De George M. Sheldrick-prijs wordt toegekend aan een niet-gepensioneerde onderzoeker voor opmerkelijke wetenschappelijke bijdragen op het gebied van de structuurwetenschappen. De Alajos Kálmán-prijs wordt in samenwerking met de Hungarian Chemical Society toegekend aan een individuele onderzoeker als erkenning voor opmerkelijke wetenschappelijke bijdragen op het gebied van de structuurwetenschappen in de afgelopen 5-10 jaar. De Lodovico Riva di Sanseverino-prijs wordt toegekend aan wetenschappers als erkenning voor hun opmerkelijke bijdragen aan de verspreiding van kristallografie in het onderwijs op alle niveaus.